# Receptor

Trans-membránový receptor: E: vnější mezibuněčný prostor, P: cytoplazmatická membrána, I: vnitrobuněčný prostor

V biochemii je receptor (přijímač, přenašeč) bílkovina umístěná na cytoplazmatické membráně nebo v cytoplazmě či v buněčném jádře, která se váže na specifické molekuly (ligandy), jako jsou neurotransmitery, hormony nebo ostatní látky, a spouští buněčnou odezvu na tyto ligandy. Změny chování receptorových bílkovin, které byly spuštěny ligandy, vyplývají z fyziologických změn, které představují biologickou činnost ligandů.

## Přehled
Existují různé typy receptorů podle svých ligandů a funkcí:
- Některé bílkovinné receptory jsou periferní membránové bílkoviny.
- Mnoho hormonálních receptorů, neurotransmiterů a transmembránových bílkovin: transmembránové receptory jsou umístěny v lipidové dvouvrstvě cytoplazmatické membrány.
  - Metabotropické receptory, párové ke G proteinům, ovlivňují buňku nepřímo, pomocí enzymů kontrolujících iontové kanály.
  - Ionotropní receptory obsahující centrální kanál.
- Další hlavní skupinou receptorů jsou steroidní hormonální receptory umístěné uvnitř buňky, které mohou v odpovědi na aktivaci ligandy vstoupit do buněčného jádra a modulovat genovou expresi.
- Tvar a funkce receptorů je dnes nově zkoumána rentgenovou krystalografií s počítačovým modelováním. To umožňuje lépe poznat funkci drog (farmakodynamiku) na vazebných místech receptorů.
- Některé receptory se účastní imunitního systému, např. toll-like receptory.

### Chápání popisů receptorů
O receptorech se jednou někde tvrdí, že informace přijímají, pak zase, že je vysílají: A skutečně v tom není rozpor, opravdu dělají obojí. Receptor totiž jinguje jako dvojbran, stejně jako každý mechanismus nebo stroj. V tomto případě náš bio-sensor, receptor, reaguje na nějaký vjem, ať už z vnějšího světa nebo i na vnitřní prostředí, a tento překládá na svůj výstupní bio-chemický vzruch a po dostředivé dráze ho odesílá ke zpracování; ať už kamkoli. A i z druhé strany, pro efektor platí dvojbranové fungování: Např. sval přijme odstředivý vzruch (zevnitř) a přetransformuje ho na změnu fyzického světa, například okolí.

## Transmembránové receptory

### Metabotropické receptory

#### Receptory spřažené s G proteinem
Tyto receptory mívají také označení 7TM, protože mají 7 transmembránových domén. Patří k nim např. (v závorce je zpravidla uveden ligand):
- muskarinové acetylcholinové receptory (acetylcholin a např. muskarin)
- adenosinové receptory (adenosin)
- adrenergní receptory (adrenalin a ostatní strukturně podobné hormony a drogy)
- GABA receptor typ-B (kyselina gama-aminomáselná čili GABA)
- angiotenzinové receptory (angiotenzin)
- kanabinoidní receptory (kanabinoidy)
- cholecystokininové receptory (cholecystokinin)
- dopaminové receptory (dopamin)
- glukagonové receptory (glukagon)
- metabotropní glutamátové receptory (glutamát)
- histaminové receptory (histamin)
- olfaktorické receptory (pro vnímání vůně)
- opioidní receptory (opioidy)
- rhodopsin (a fotoreceptor)
- sekretinové receptory (sekretin)
- serotoninové receptory kromě typu-3 (serotonin)
- somatostatinové receptory (somatostatin)
- calcium-sensing receptor (CaSR,[1] vápník)

Poznámka: toto je prostý výčet několika receptorů spřažených s G-proteiny. G-proteinové receptory jsou děleny do šesti skupin dle funkční podobnosti a homologií v sekvencích. Ty jsou pak dále děleny na podskupiny.

#### Tyrosinkinázové receptory
Tyto receptory detekují ligandy a předávají signál přes tyrosinkinasu.
Tato skupina receptorů obsahuje:
- erythropoetinový receptor (erythropoetin)
- inzulínový receptor (inzulín)
- Eph receptor
- IGF-1 receptor
- různé další receptory růstových faktorů a cytokináz

#### Receptory guanylát cyklázy
- GC-A & GC-B: receptory pro atriový natriuretický peptid (ANP) a ostatní natriuretické peptidy
- GC-C: guanylinový receptor

### Ionotropní receptory
- nikotinové acetylcholinové receptory (acetylcholin, nikotin)
- glycinové receptory (GlyR) (glycin, strychnin)
- GABA receptory: GABA-A, GABA-C (GABA)
- glutamátové receptory: NMDA receptor, AMPA receptor, a kainátový receptor (glutamát)
- receptor serotoninu 5-HT3
- purinergní P2X receptory (ATP)

## Intracelulární receptory

### Transkripční faktory
- receptory steroidních hormonů:
  - receptor pohlavních hormonů
    - androgenový receptor
    - progesteronový receptor

  - receptor vitamínu D (vitamín D)
  - glukokortikoidní receptory
  - mineralokortikoidní receptor (mineralokortikoidy)
- thyroidní hormonální receptor
- retinoidní receptor (vitamín A a podobné)
- peroxisome proliferator-activated receptor (PPAR, receptory aktivované peroxisomovým proliferátorem)

### Různé
- sigma1 (neurosteroidy)
- IP3 receptor (inositol trifosfát, IP3)

## Úloha v genetických poruchách
Mnoho genetických poruch znamená dědičné poruchy v genech receptorů. Často je obtížné určit, zdali je nefunkční receptor, nebo je hormon produkován ve sníženém množství. Toto zvyšuje výskyt endokrinologických poruch typu pseudo-hypo-, kde se ukazuje nižší hladina hormonu, zatímco ve skutečnosti jde o receptor nedostatečně odpovídající na hormon.